# Червоне (Лебединська міська громада)
Червоне́ —  село в Україні, у Лебединській міській громаді Сумського району Сумської області. Населення становить 16 осіб. До 2020 орган місцевого самоврядування — Ворожбянська сільська рада.

## Географія
Село Червоне знаходиться на одному з витоків річки Ворожба, нижче за течією на відстані 1 км розташоване село Басівщина, на протилежному березі - село Лифине. До села примикають невеликі лісові масиви.

## Історія
12 червня 2020 року, відповідно до Розпорядження Кабінету Міністрів України № 723-р «Про визначення адміністративних центрів та затвердження територій територіальних громад Сумської області» увійшло до складу Лебединської міської громади.
19 липня 2020 року, після ліквідації Лебединського району, село увійшло до Сумського району.